# 東洋穆賽介
東洋穆賽介（学名：Munseyella japonica）为真花介科穆賽介屬下的一个种。